# Мирна декларація між Ефіопією та Еритреєю
Мирна декларація між Ефіопією та Еритреєю — угода, у результаті якої дві держави оголосили про закінчення воєнного протистояння й укладення миру між цими двома країнами. Двосторонній саміт почався 8 липня, за його результатами були підписані декларація 9 липня 2018 року в Асмері та мирний договір 16 вересня 2018 року у Джидді. Цей договір офіційно поклав край війні між Ефіопією і Еритреєю, що почалася 6 травня 1998 року. Хоча бойові дії між державами завершилися в 2000 році, через територіальні розбіжності вони формально залишалися в стані військового конфлікту до 2018 року.

## Історія конфлікту
Ефіопо-еритрейський воєнний конфлікт розпочався у 1998 році і загострювався впродовж 2 років.
Період травня-червня 2000 року вважається завершальним, адже еритрейці були витіснені зі спірних територій ефіопськими військами. Справу було передано до міжнародного арбітражу і території розподілено порівну. Ефіопія визнана військовим переможцем, при цьому у міжнародному суді виграла Еритрея.
Ситуація у прикордонній зоні загострювалась у 2007 році, але, не зважаючи на прогнози експертів, обійшлось без конфлікту.
З 2008 року на еритрейській території базуються озброєні формування ефіопських антиурядових повстанців Ginbot 7, на чолі яких стоїть Берхану Нега.

## Підписання угоди
Двосторонній саміт відбувся 8 липня, спільна декларація про мир і дружбу між Еритреєю та Ефіопією за результатами саміту був підписаний 9 липня 2018 року у столиці Еритреї Асмері.
На основі вищезгаданої декларації 16 вересня 2018 року у Джидді був підписаний "Договір про мир, дружбу та всебічне співробітництво між Федеративною Демократичною Республікою Ефіопія та Державою Еритрея."
На церемонії підписання були присутні наслідний принц Мухаммед ібн Салман Аль Сауд і генеральний секретар Організації Об'єднаних Націй Антоніу Гутерріш. Міністр закордонних справ Саудівської Аравії Адель аль-Джубейр назвав угоду «історичною віхою» для народів двох африканських країн, яка буде «сприяти зміцненню безпеки і стабільності в регіоні». Салман ібн Абдуль Азіз Аль Сауд вручив прем'єру Ефіопії і президенту Еритреї ордена короля Абдель-Азіза. 
Після підписання декларації про мир країни відновлюють торговельні й дипломатичні зв'язки. Аддіс-Абеба і Асмара відновлюють телефонне та авіасполучення, а Ефіопія, яка не має виходу до моря, отримує право користуватися портами Еритреї.